# Paço de Ramirás
O Paço ou Palácio de Ramirás (em galego e castelhano: Pazo de Ramirás) ou Paço dos Condes de Ramiranes, também conhecido por Colégio dos Irlandeses, é um pazo ("casa-palácio") situado na Rua Nova, no centro histórico de Santiago de Compostela, Galiza, Espanha.

## História e descrição
No local onde atualmente se ergue o palácio, funcionou um colégio de irlandeses. Este foi criado por razões políticas: durante o reinado de Isabel I de Inglaterra (r. 1558–1603), milhares de irlandeses católicos foram obrigados a fugir das suas terras devido às perseguições políticas e religiosas, principalmente após serem derrotados em 1601. Os exilados irlandeses estabeleceram comunidades em vários países europeus para formarem sacerdotes que constrituiriam o futuro clero da Irlanda.
Em Santiago de Compostela foi criado o segundo dos cinco colégios de irlandeses abertos então em Espanha. O jesuíta Thomas White solicitou permissão para abrir o colégio ao rei Filipe III em 1603 e o colégio foi oficialmente fundado em 1605, ficando a cargo dos jesuítas, dependendo administrativamente do colégio de Salamanca e sob a autoridade formal do bispo de Dublim.
Um dos estudantes mais célebres do colégio foi o escritor Philip O'Sullivan Beare (c. 1590–1660). Nascido numa ilha do extremo sudoeste da Irlanda, O'Sullivan foi levado para Espanha em 1602 e foi educado no colégio sob a tutela deo padre Patrick ou John Synott. Tendo servido no exército espanhol, a fama de O'Sulivan deve-se a um compêndio de história católica que teve muita difusão no seu tempo. A obra tinha como objetivo denunciar a tirania dos ingleses protestantes; o livro começa com uma dedicatória a Filipe II de Espanha, o rei católico que recebeu os exilados irlandeses. Graças ao seu livro e às suas atividades políticas O'Sullivan tornou-se um dos principais líderes dos católicos irlandeses exilados na Galiza. O seu filho Dermot chegou a ser cortesão de Filipe IV.
O colégio funcionou até 1769 ou 1770, quando é extinto devido à expulsão dos jesuítas de Espanha decretada por Carlos III em 1768.
O edifício atual foi construído sobre as ruínas do antigo colégio no século XIX por Jose Varela Cadaval, conde de Ramiranes, no local onde antes se erguia o Colégio dos Irlandeses. Construído em silhar de granito, tem três pisos (rés de chão e dois andares). A fachada não não é estilisticamente homogénea. A porta segue as mais puras tradições barrocas compostelanas, com as caraterísticas bufardas (pequenas janelas) quadradas para iluminar o vestíbulo. Tem três corpos e é rematada por frontões; o do centro de tímpano liso, ostenta as armas dos condes de Ramiranes com uma coroa por cima. Acima da porta principal há uma varanda de grandes dimensões e, simetricamente, outras varandas de menores dimensões em ambos os lados.